# Thomas Berry
Thomas Berry, cujo nome completo era William Nathan Berry, C.P., (Greensboro, 9 de novembro de 1914 – ibid., 1 de junho de 2009) foi um sacerdote católico norte-americano da ordem Passionista, historiador cultural e eco-teólogo (embora preferisse ser descrito como cosmólogo e “Acadêmico da Terra”).  
Dentre os defensores da ecologia profunda e "eco-espiritualidade", é conhecido por propor que um entendimento profundo da história e do funcionamento do universo em evolução é a inspiração e orientação necessária para o nosso próprio funcionamento como indivíduos e como espécie.

## Biografia
Nascido em Greensboro, Carolina do Norte, Thomas Berry foi o terceiro de 13 irmãos. 
Aos oito anos, concluiu que os valores comerciais, apoiados no consumismo e materialismo, ameaçavam a vida na Terra. 
Em seu principal livro, "The Great Work", Thomas Berry conta como, três anos mais tarde, ao explorar os campos que circundavam sua nova residência, ainda inacabada, teve uma epifania que influenciou profundamente seu pensamento e sua atitude em relação à vida. "Tudo o que preserva e aperfeiçoa esse campo nos ciclos naturais de sua transformação é bom", escreve ele, "tudo o que se opõe a esse campo ou o nega não é bom".
Mais tarde, Berry elaborou essa experiência através de um conjunto de doze princípios para o entendimento do universo e o papel do ser humano no processo do universo. O primeiro princípio reza que:
The universe, the solar system, and the planet Earth, in themselves and in their evolutionary emergence, constitute for the human community the primary revelation of that ultimate mystery whence all things emerge into being.Original {{{{{língua}}}}}: O Universo, o sistema solar e o planeta Terra em si e em sua emergência evolutiva constituem, para a comunidade humana, a principal revelação do mistério fundamental a partir do qual todas as coisas surgem— Thomas Berry "Twelve Principles for Understanding the Universe and the Role of the Human in the Universe Process"
Aos 20 anos, Berry ingressou em um mosteiro da ordem Passionista (ordenado em 1942) e, em extensas viagens, começou a estudar a história cultural e as bases de diversas culturas, bem como seu relacionamento com a Natureza. 
Concluiu o doutorado em História pela Universidade Católica da América, com uma tese sobre a filosofia da história de Giambattista Vico. Estudou chinês e cultura chinesa na China e aprendeu sânscrito para estudar a Índia e as tradições religiosas naquele país. Mais tarde, assessorou um programa educacional para as tribos T'boli de Cotabato do Sul, uma ilha nas Filipinas, e foi professor de história da cultura da Índia e da China em universidades de Nova Jersey e Nova Iorque (1956–1965). Entre 1966 e 1979, ensinou na Universidade Fordham, onde criou um doutoramento em História das Religiões.  
Fundou e dirigiu o Riverdale Center of Religious Research em Riverdale, Nova Iorque (1970–1995).
Thomas Berry estudou e foi influenciado pela obra de Teilhard de Chardin e foi presidente da American Teilhard Association (1975–1987).  Também estudou a cultura dos povos nativo-americanos e o xamanismo.

## Obra (seleção)
- O Sonho da Terra, ed. Vozes, 1991 (tradução de The Dream of the Earth, 1998)
- The Great Work: Our Way Into the Future, 1999
- Evening Thoughts: Reflecting on Earth as Sacred Community, 2006
- The Sacred Universe: Earth, Spirituality, and Religion in the Twenty-first Century, 2009
- The Christian Future and the Fate of Earth, 2009